# Ikuo Takahara
Ikuo Takahara (n. 14 octombrie 1957) este un fost fotbalist japonez.

## Statistici
| Japonia | Japonia | Japonia |
| An      | Meciuri | Goluri  |
| ------- | ------- | ------- |
| 1980    | 4       | 2       |
| Total   | 4       | 2       |